# Francisco Díaz Carmona
Francisco Díaz Carmona (Motril, 1854-Granada, 1916) fue un poeta, historiador, profesor y traductor español.

## Biografía
Nacido en 1854 en la localidad granadina de Motril, estudió en la Universidad de Granada la carrera de Filosofía y Letras. Colaboró con la prensa granadina en su juventud. Catedrático primero de Geografía e Historia en el Instituto de Ciudad Real y posteriormente en el Instituto de Córdoba, fue colaborador de La Ciencia Cristiana y El Siglo Futuro, entre otras publicaciones periódicas. Fue autor —«sin conocer apenas el dialecto catalán  [sic]»— de una traducción al castellano de La Atlántida de Jacinto Verdaguer, además de publicar un Compendio de historia universal, unos Elementos de geografía y un texto sobre La novela naturalista. Falleció en Granada hacia finales de agosto de 1916.